# 78071 Vicent
78071 Vicent este un asteroid din centura principală, descoperit pe 1 iunie 2002, de Rafael Ferrando.